# Aaron Van der Beken
Aaron Van der Beken (13 november 2000) is een Belgische wielrenner.

## Carrière
Van der Beken is afkomstig uit Horebeke. Bij de jeugd reed hij bij lokale wielerclub Onder Ons Parika. In 2018 werd hij geselecteerd voor het WK bij de junioren. In 2019 sloot hij zich aan bij EFC-L&R-Vulsteke. In 2021 ging hij rijden voor de opleidingsploeg van Lotto-Dstny.
In 2023 ging hij van start als prof bij Bingoal WB.

## Resultaten in voornaamste wedstrijden
| Jaar | Ronde van Italië | Ronde van Frankrijk | Ronde van Spanje |
| ---- | ---------------- | ------------------- | ---------------- |
| 2023 |                  |                     |                  |
| 2024 |                  |                     |                  |

| Jaar | Gent-Wevelgem | Ronde van Vlaanderen | Parijs-Roubaix | Luik-Bast.‑Luik | Waalse Pijl |
| ---- | ------------- | -------------------- | -------------- | --------------- | ----------- |
| 2023 | opgave        | 89e                  |                | 103e            |             |
| 2024 |               | 82e                  | 96e            | opgave          | opgave      |

## Ploegen
- 2021 −  Lotto Dstny Development Team
- 2022 −  Lotto Dstny Development Team
- 2023 −  Bingoal WB
- 2024 –  Bingoal WB
- 2025 –  Ridley Racing Team[2]

Blouwe · De Maeght · De Tier · Desal · Guerin · Lauk · Malucelli · Meens · Mertens · Mertz · Peyskens · Robeet · Salby · Teugels · Tizza · Van Boven · Van der Beken · Van Keirsbulck · Van Rooy · Vandepitte · Matthys (stagiair) · Persico (stagiair)
Blouwe · De Meester · De Tier · Desal · Matthys · Meens · Mertens (tot 31/5) · Persico · Peyskens · Portsmouth · Salby · Teugels · Tizza · Van Boven · Van der Beken · Van Rooy · Vandepitte · Vermoote · Villa · Vliegen · Weemaes · Van Petegem (stagiair)